# Беба-Веке
Беба-Веке (рум. Beba Veche) — село у повіті Тіміш в Румунії. Входить до складу комуни Беба-Веке.
Село розташоване на відстані 490 км на північний захід від Бухареста, 82 км на північний захід від Тімішоари.

## Населення
За даними перепису населення 2002 року у селі проживали 1047 осіб.
Національний склад населення села:
| Національність | Кількість осіб | Відсоток |
| -------------- | -------------- | -------- |
| румуни         | 870            | 83,1%    |
| угорці         | 138            | 13,2%    |
| цигани         | 19             | 1,8%     |
| німці          | 18             | 1,7%     |

Рідною мовою назвали:
| Мова      | Кількість осіб | Відсоток |
| --------- | -------------- | -------- |
| румунська | 889            | 84,9%    |
| угорська  | 130            | 12,4%    |
| німецька  | 18             | 1,7%     |
| циганська | 9              | 0,9%     |